# Александру-Іоан-Куза (Келераш)
Александру-Іоан-Куза, Александру І. Куза (рум. Alexandru Ioan Cuza) — село у повіті Келераш в Румунії. Адміністративно підпорядковане місту Фундуля.
Село розташоване на відстані 33 км на схід від Бухареста, 68 км на захід від Келераші.